# Sendero
Sendero (рус. Путь) — газета на испанском языке, выходившая в Парагвае. Газета издавалась Конференцией католических епископов Парагвая с 1973 года по 1992 год. В первые годы выходила дважды в месяц, в настоящее время выходит один раз в неделю.

## История
Первый номер газеты вышел в июле 1973 года. Предыдущее издание Конференции католических епископов в Парагвае под наименованием «Comunidad» было закрыто парагвайскими властями после многочисленных репрессий со стороны парагвайского правительства и политического давления Альфредо Стресснера. В период с 1969 года по 1973 год издавался внутренний печатный церковный орган «Информационный бюллетень», распространяемый в католических приходах страны. Устное разрешение на издание нового печатного органа Конференции католических епископов Парагвая было получено после длительных переговоров между недавно учреждённого правительственного органа «Dirección General de Culto» (Генеральное управления культа) и министра юстиции Сабинои Аугусто Монтнаро со стороны государства и представителей католической иерархии.
Газета выходила в течение последующих оставшихся пяти лет правления Альфредо Стресснера и постоянно находилась под жёстким контролем и цензурой Министерства образования и Генерального управления культа. В 1974 году газета подверглась цензуре за серию «излишне недружелюбных статей об Альфредо Стресснере». В частности, цензура коснулась газетной колонки на языке гуарани под названием «Ñande kuéra kuete» и статей журналиста Хосе Лион (псевдоним), который неоднократно публиковал на страницах газеты свои комментарии о политических репрессиях. Газета также регулярно выпускала колонку под названием «Derechos Humanos» (Права человека).
Издание газеты прекратилось в 1992 году решением Конференции католических епископов Парагвая.